# Magical Mystery Tour (dal)
Ha az azonos című filmre kíváncsi: Magical Mystery Tour (film).
A Magical Mystery Tour dal a The Beatles együttes azonos című albumának első száma és címadó dala. A dal megjelent egy dupla EP-n, illetve a The Beatles egy azonos című filmet is készített.
A dal felcsendül az Indiana Jones és a sors tárcsája című filmben is.

## Közreműködők
- Paul McCartney – ének, zongora, basszusgitár
- John Lennon – vokál, akusztikus ritmusgitár
- George Harrison – vokál, szólógitár
- Ringo Starr – dob, ütőhangszerek, csörgődob
- Mal Evans – kolomp, maracas, csörgődob
- Neil Aspinall – kolomp, maracas, csörgődob
- David Mason – trombita
- Elgar Howarth – trombita
- Roy Copestake – trombita
- John Wilbraham – trombita

### Produkció
- Geoff Emerick – hangmérnök
- George Martin – producer